# الأكاديمية اللبنانية للفنون الجميلة
الأكاديمية اللبنانية للفنون الجميلة، هي أكاديمية لبنانية، كانت معهداً مستقلاً بذاته، وأصبح الآن كلية تابعة لجامعة البلمند، تدرّس الفنون الجميلة. تأسست عام 1937 وهي أول مؤسسة تعليم عال وطنية في لبنان. وفي عام 1988، انضمّت إلى جامعة البلمند أثناء تأسيسها، حيث كانت واحدة من الكليات الثلاث الأولى في الجامعة.
وتقدّم الكلية العديد من البرامج التعليمية باللغة الفرنسية في مبناها الواقع في سن الفيل (المتن) في بيروت. وتتضمن الفنون الزخرفية والعمارة والتخطيط العمراني والتخطيط الإقليمي وتصميم الجرافيك وتصميم الأزياء والتعليم السمعي البصري. وفي تشرين الأول (أكتوبر) عام 2000، أطلقت الجامعة برامج جديدة باللغة الإنجليزية في الأكاديمية منها العمارة وتصميم الجرافيك والهندسة المعمارية الداخلية والرسم الإلكتروني ووسائل الإعلام التفاعلية.

## التاريخ
تأسست الأكاديمية اللبنانية للفنون الجميلة عام 1937، على يد مجموعة من الموسيقيين الشباب بقيادة المهندس ألكسيس بطرس. وفي عام 1943، دعم المهندس الفرنسي دانيال أبو درغام قسم العمارة في الأكاديمية. وفي عام 1948، أنشأت قسم الأداب الذي خرّج مختصين في الأدب والتاريخ والجغرافيا. وتبعه عام 1949 إنشاء قسم السياسة والاقتصاد. وفي عام 1950، أسس قسمٌ للقانون ما لبث أن أغلق إجبارياً عام 1959.
وفي مراحل لاحقة، أضيفت أقسام تعليمية أخرى كقسك الرقص الكلاسيكي وقسم النحت وقسم التمثيل. وأضافت الأكاديمية أقساماً جديدة للترويج الإعلامي والمعلومات عام 1975، والإنتاج السمعي البصري عام 1987، والدراسات الحضرية عام 1994.
وبعد وفاة ألكسيس بطرس بفترة وجيزة، عيّن السيد جورج حداد عميداً للأكاديمية عام 1979، الذي كافح خلال الحرب الأهلية اللبنانية للحفاظ على استمرارية العمل والتدريس. وقد تمكّن من دمج الأكاديمية مع جامعة البلمند عام 1988.
وفي عام 2000، بدأت الأكاديمية بتقديم برامج العمارة والتصميم الداخلي والتصميم الجرافيكي باللغة الإنجليزية بإدارة السيد جورج فياني.وفي عام 2009، قدّمت برامج العمارة في موقع جامعة البلمند. وفي العام نفسه، توفي جورج حداد، الذي عمل فيها لفترة طويلة. وفي عام 2014، عين جورج فياني مديراً للحرم الجامعي في البلمند.